# محمود شريف بسيوني
البروفيسور محمود شريف بسيوني أحد أبرز فُقهاء القانون الجنائي الدولي وقانون حقوق الإنسان الدولي والقانون الإنساني الدولي.

## مناصب
- وهو أستاذ بحوث قانونية بارز في جامعة دي بول التي يُدرّس فيها منذ عام 1964،
- كما يشغل منصب رئيس معهد قانون حقوق الإنسان الدولي (منذ 1990)،
- ويشغل أيضًا منصبي رئيس المعهد الدولي للدراسات العليا في العلوم الجنائية في سيراكوزا بإيطاليا (منذ عام 1988)،
- والرئيس الشرفي للجمعية الدولية لقانون العقوبات (وكان يشغل منصب رئيسها في الفترة من 1989 حتى 2004)،
- وهو فضلاً عن ذلك أستاذ غير متفرغ للقانون الجنائي في جامعة القاهرة (منذ 1996).
- كما عمل أستاذًا زائرًا للقانون في كلية الحقوق بجامعة نيويورك (1971)،
- وباحثًا زائرًا في مركز وودو ويلسون الدولي للباحثين في واشنطن العاصمة (1972)،
- وأستاذًا للقانون الجنائي الدولي في مؤسسة فولبرايت-هايز في جامعة فريبرغ في ألمانيا (1970).
- وهو محاضر زائر في عدد من الجامعات في الولايات المتحدة الأمريكية والعالم.

## التعليم
تلقى البروفيسور بسيوني تعليمه في مجال القانون في مصر وفرنسا وسويسرا والولايات المتحدة؛ حيث حصل على الدرجات العلمية الآتية:
- ليسانس الحقوق من جامعة القاهرة،
- وليسانس الحقوق من جامعة إنديانا،
- وماجستير الحقوق من كلية جون مارشال،
- ودكتوراه العلوم القضائية من جامعة جورج واشنطن.

## الشهادات الفخرية
كما حصل البروفيسور بسيوني على عدة درجات فخرية من الجهات الآتية:
- الاتحاد الكاثوليكي اللاهوتي في الولايات المتحدة الأمريكية (دكتوراه في الآداب الإنسانية) (2009)،
- وجامعة أيرلندا الوطنية في غالواي بأيرلندا (دكتوراه في القانون) (2001)،
- وجامعة نياغارا في الولايات المتحدة الأمريكية (دكتوراه في القانون) (1997)،
- وجامعة باو في فرنسا (دكتوراه فخرية في القانون) (1986)،
- وجامعة تورينو في إيطاليا (دكتوراه فخرية في القانون) (1981).

## المؤلفات
وقد ألف البروفيسور بسيوني إثنا وثلاثين كتابًا وحرر سبعة وأربعين كتابًا في القانون الجنائي الدولي، والقانون الجنائي المقارن، وحقوق الإنسان، والقانون الجنائي الأمريكي. كما كتب 240 مقالة علمية نشرت في الدوريات والكتب القانونية في الولايات المتحدة الأمريكية وغيرها من الدول. وقد كتب مؤلفاته باللغة العربية والإنجليزية والفرنسية والإيطالية والأسبانية، واسُتشهد ببعض مؤلفاته في المحكمة الجنائية الدولية، والمحكمة الجنائية الدولية ليوغوسلافيا السابقة، والمحكمة الجنائية الدولية لرواندا، والمحكمة العليا للولايات المتحدة الأمريكية، ودوائر الولايات المتحدة ومحاكمها الفيدرالية الجزئية، والمحاكم العليا للولايات المختلفة. كما تُرجم العديد من مؤلفاته إلى اللغات العربية والصينية والفارسية والفرنسية والألمانية والمجرية والإيطالية والبرتغالية والأسبانية.

## العمل في الامم المتحدة
وفي الفترة من 1975 حتى 2005، شغل البروفيسور بسيوني المناصب التالية في الأمم المتحدة:
1. خبير مستقل في لجنة شئون حقوق الإنسان في أفغانستان (2004-2005).
2. خبير مستقل في مسائل الحق في الاسترداد والتعويض ورد الاعتبار لضحايا الانتهاكات الجسيمة لحقوق الإنسان والحريات الأساسية (1998-2000).
3. رئيس لجنة الصياغة في المؤتمر الدبلوماسي للأمم المتحدة المعني بإنشاء محكمة جنائية دولية (1998).
4. نائب رئيس اللجنة التحضيرية التي شكلتها الجمعية العامة لإنشاء محكمة جنائية دولية (1996-1998).
5. نائب رئيس اللجنة المخصصة لإنشاء محكمة جنائية دولية (1995).
6. رئيس لجنة خبراء الأمم المتحدة التي أنشئت بموجب قرار مجلس الأمن رقم 780 (1992) للتحقيق في انتهاكات القانون الإنساني الدولي في يوغوسلافيا السابقة (1993-1994) والمقرر الخاص للجنة المعني بجمع الحقائق وتحليلها (1992-1993).
7. مستشار مؤتمر الأمم المتحدة السادس والسابع المعني بمنع الجريمة (1980-1985).
8. مستشار لجنة حقوق الإنسان في جنوب أفريقيا (1980-1981).
9. رئيس مشارك في لجنة الخبراء المستقلة المعنية بصياغة اتفاقية مناهضة التعذيب (1978).
10. نائب الرئيس الفخري لمؤتمر الأمم المتحدة الخامس بشأن منع الجريمة (1975).

## العمل في الولايات المتحدة
1. عمل في الفترة من 1973 حتى 1980 مستشارًا لوزارتي الخارجية والعدل الأمريكيتين في مشروعات تتعلق بالاتجار الدولي في المخدرات (1973) ومكافحة الإرهاب دوليًا (1975 و1978-1979)،
2. وعمل مستشارًا لوزارة الخارجية الأمريكية بشأن الدفاع عن رهائن الولايات المتحدة في إيران (1979-1980).
3. رئيس اللجنة البحرينية المستقلة التي أنيط بها التحقيقي في الأحداث التي وقعت في البحرين في شهري فبراير ومارس 2011.

## جوائز
ومن ضمن الجوائز والأوسمة والأنواط التي حصل عليها البروفيسور محمود شريف بسيوني:
1. الجائزة الخاصة لمجلس أوروبا (1990)
2. جائزة المدافع عن الديمقراطية من منظمة «برلمانيون من أجل العمل العالمي» (1998)
3. جائزة أدلاي ستيفنسون من رابطة الأمم المتحدة (1993)
4. جائزة سانت فنسنت دي بول الإنسانية من جامعة دي بول (2000)
5. جائزة لاهاي للقانون الدولي (2007)
6. وسام الاستحقاق من إيطاليا (رتبة فارس الصليب الأعظم) (2006)
7. وسام التميز الأكاديمي من جمهورية فرنسا (رتبة قائد) (2006)
8. وسام الاستحقاق (رتبة الصليب الأعظم) من جمهورية ألمانيا الفيدرالية (2003)
9. وسام جوقة الشرف (رتبة ضابط) من فرنسا (2003)
10. وسام لنكولن من إلينوي في الولايات المتحدة الأمريكية (2001)
11. وسام الاستحقاق من النمسا (رتبة الصليب الأعظم) (1990)
12. وسام الاستحقاق العلمي (من الدرجة الأولى) من مصر (1984)
13. وسام الاستحقاق لجمهورية إيطاليا (رتبة الضابط الأعظم) (1977)
14. وسام الاستحقاق من جمهورية إيطاليا (رتبة قائد) (1976)
15. نوط الواجب العسكري من مصر (1956).